# Maciej Zień
Maciej Zień (ur. 24 kwietnia 1979 w Lublinie) – polski projektant mody i wnętrz.

## Życiorys

### Wczesne lata
Jest synem inżyniera. Ma starszego o pięć lat brata.
W młodości trenował grę w piłkę ręczną i taniec towarzyski. Uczył się w Liceum Sztuk Plastycznych w Lublinie.

### Kariera

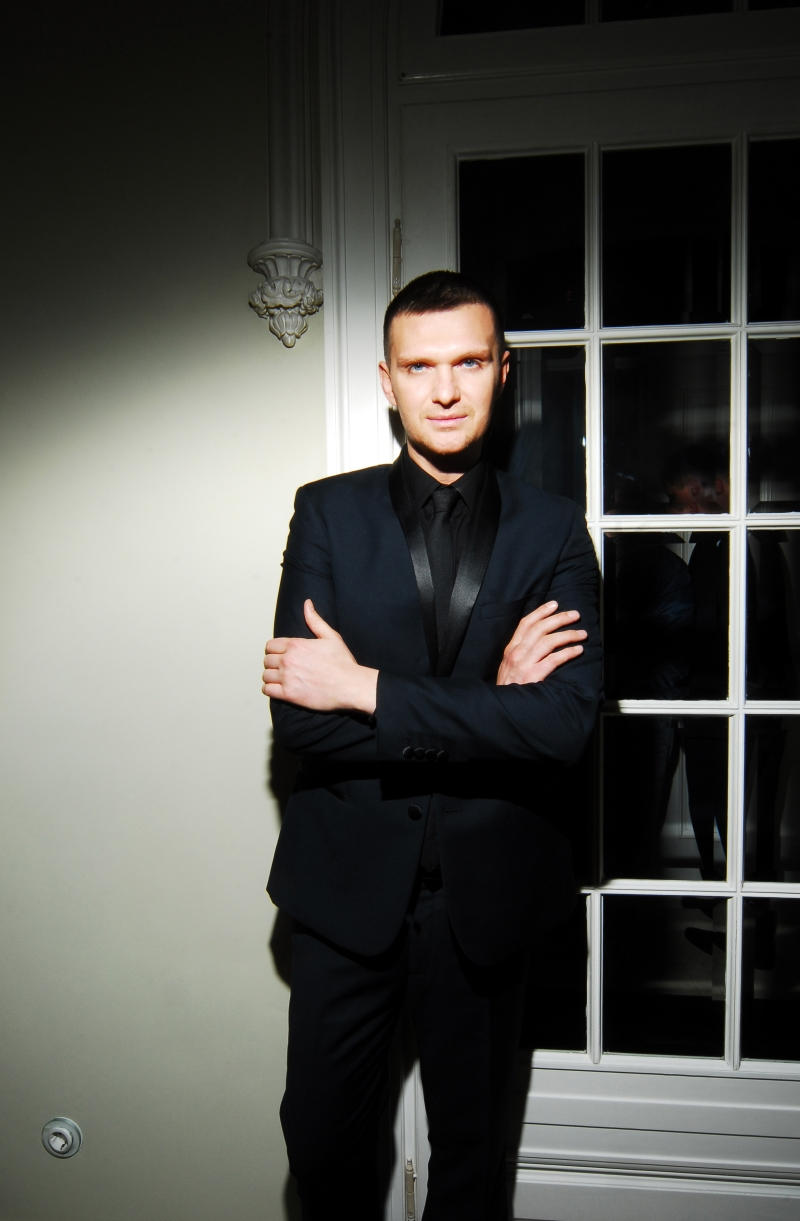
Maciej Zień, 2011

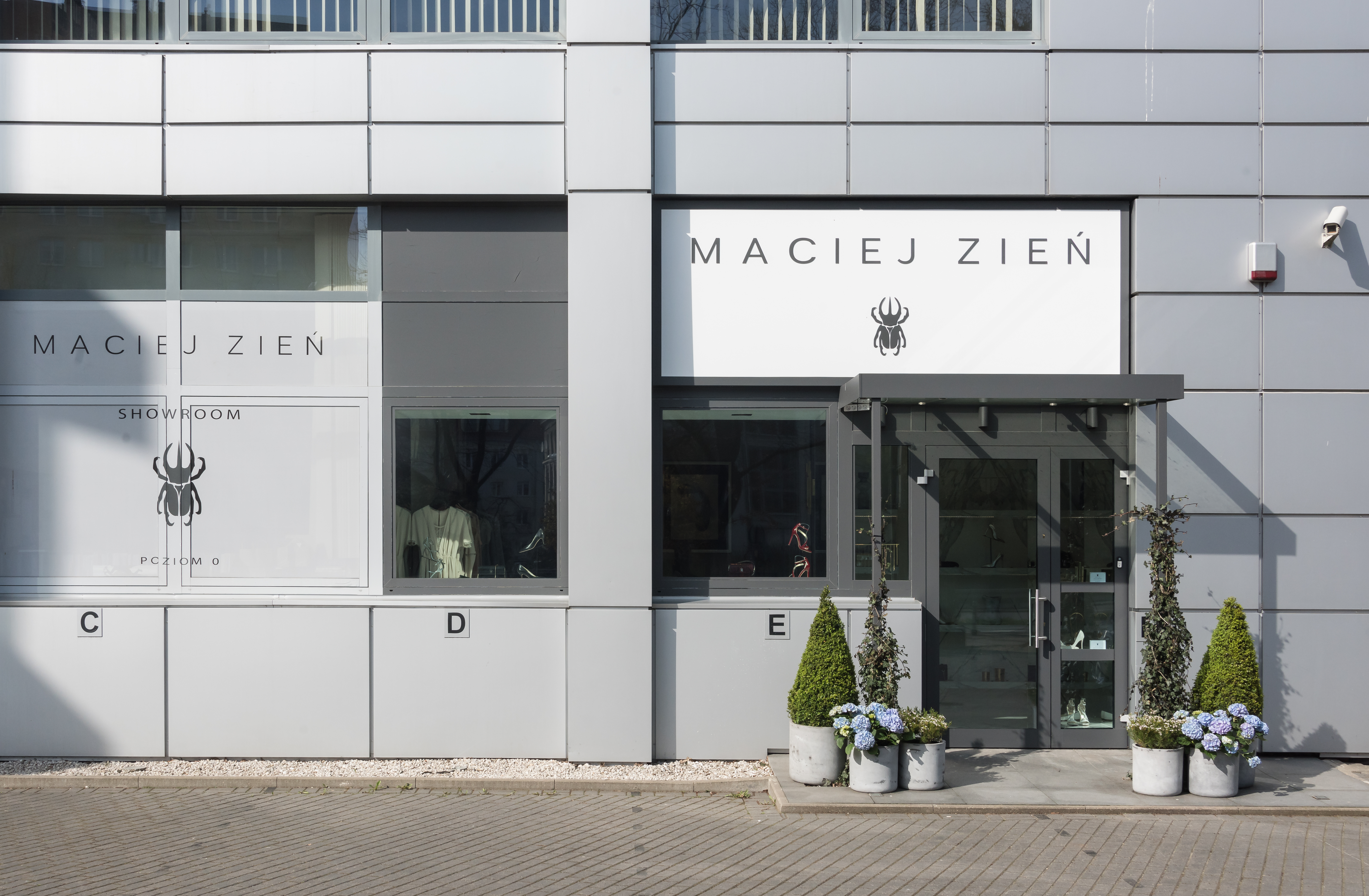
Maciej Zień Atelier przy ul. Belwederskiej 9 w Warszawie

W 1996 zaprezentował swoją pierwszą autorską kolekcję – Druga strona Księżyca w konkursie dla młodych projektantów „Prowokacje” w Lublinie. W następnych latach zdobywał nagrody jako finalista konkursu dla projektantów mody: Złota Nitka oraz Złoty Wieszak. W 2004 został laureatem Belvedere International Achievement Award w kategorii „projektant mody”, przyznawanej młodym utalentowanym ludziom znajdującym się u progu kariery międzynarodowej. W 2007 otrzymał Honorową Złotą Nitkę dla uznanego kreatora mody. W tym okresie wykonał liczne stylizacje do teledysków, widowisk oraz sesji zdjęciowych; zaprojektował kostiumy do spektakli teatralnych: Chicago (2002), Łóżko pełne cudzoziemców (2003), Biznes (2004), Węże (2005), One (2006), Stepping out (2006) i Krawiec (2006). 
W 2008 świętował jubileusz 10-lecia twórczości, zwieńczony wystawą prac w Muzeum Narodowym w Królikarni. W tymże roku dwukrotnie został zakwalifikowany do wystawienia kolekcji podczas paryskiego tygodnia mody prêt-à-porter. W 2009 otrzymał nagrodę dla „Projektant z klasą” podczas gali Doskonałość Mody magazynu „Twój Styl”. W 2011 znalazł się na liście najbardziej wpływowych mężczyzn magazynu „Gentleman”, rok później odebrał nagrodę w kategorii „Moda” podczas gali Osobowości i Sukcesy Roku 2011. Podczas prezentacji kolekcji First Lady w 2017 w Brazylii otrzymał honorowy tytuł Brasilia, Flor Da Esperanca, przyznawany sojusznikom dzieci walczących z chorobą nowotworową.
W 2009 zadebiutował jako twórca kostiumów do baletów Krzysztofa Pastora Tristan i Kurt Weill w Operze Narodowej. Od 2010 pełni funkcję kreatora wizerunku na czerwonym dywanie Festiwalu Polskich Filmów Fabularnych w Gdyni, gdzie w kreacjach jego projektu wystąpiły m.in.: Alicja Bachleda-Curuś, Magdalena Cielecka, Magdalena Boczarska, Magdalena Mielcarz i Agnieszka Grochowska. Klientkami projektanta są także polskie osobowości medialne, takie jak m.in.: Aneta Kręglicka, Maja Ostaszewska, Grażyna Szapołowska, Danuta Stenka, Małgorzata Kożuchowska, Małgorzata Socha, Edyta Herbuś oraz Agnieszka Dygant, a także amerykańska aktorka Andie MacDowell. Od 2007 współpracuje z firmą Tubądzin, dla której projektuje kolekcje płytek. W 2014 zaprojektował kostiumy do filmu Katarzyny Jungowskiej Piąte: nie odchodź oraz stworzył pierwszą kolekcję butów dla marki Baldowski. W 2016 zaprojektował dla sieci supermarketów Biedronka kolekcję tekstyliów łazienkowych Home&Spa.
W 2017 otworzył warszawskie „Atelier Zień” oraz, nakładem wydawnictwa Edipresse Polska, wydał książkę autobiograficzną pt. WięZIEŃ sukcesu. W 2018 stworzył dla firmy Milagro pierwszą kolekcję lamp, a dla marki Fargotex Group – kolekcję dywanów i tkanin dekoracyjnych.

### Życie prywatne
Jest zadeklarowanym gejem, publicznego coming outu dokonał w wieku 20 lat. Jako nastolatek przeprowadził się z Lublina do Warszawy, w której zamieszkał ze swoim ówczesnym partnerem, Michaelem. Później przez cztery lata związany był z polskim stylistą. 5 maja 2015 w Brazylii poślubił Anthone’a Candido Rio Copacabanę, z którym rozstał się w lipcu 2017. Od 2018 jest związany z Mateuszem Opacińskim.

## Kolekcje Macieja Zienia

### Premierowe pokazy mody
- Wiosna-lato 2009 – 28 września 2008, Avenue Montaigne w Paryżu; 8 grudnia 2008, Pałac Kultury i Nauki w Warszawie[11]
- Jesień-zima 2009 – 8 maja 2009, Rondo 1 w Warszawie[12]
- Wiosna-lato 2010 – 16 listopada 2009, Teatr Wielki w Warszawie[13]
- Jesień-zima 2010 – 18 czerwca 2010, Hala Torwar w Warszawie[14]
- Wiosna-lato 2011 Relation – 22 listopada 2010, Hotel Hilton w Warszawie[15]
- Jesień-zima 2011 180° – 13 maja 2011, Soho Factory w Warszawie[16]
- Wiosna-lato 2012 Look at Me – 7 listopada 2011, Soho Factory w Warszawie[17]
- Jesień-zima 2012 Kaleidoscope – 25 kwietnia 2012, Hotel Hilton w Warszawie[18]
- Jesień-zima 2016 Sweet Dreams – 19 września 2016, klub Niebo w Warszawie[19]
- Wiosna-lato 2017 First Lady – 12 czerwca 2017, Teatr Wielki w Warszawie[20]
- Jesień-zima 2018/19 Under Pressure – 16 lutego 2018, Studio Tęcza w Warszawie[21]
- Wiosna-lato 2019 The Beatles – 26 października 2018, Mińska 65 w Warszawie[22]
- Jesień-zima 2019/20 Mojo – 24 kwietnia 2019, Łazienki Królewskie, Pałac na Wyspie w Warszawie

### Realizacje wnętrzarskie
- Rezydencja Naruszewicza – projekt wnętrz części wspólnych (2011)[23]
- Woronicza Qbik – projekt wnętrz dwóch apartamentów pokazowych (2012)[24]
- Ventana – projekt wnętrz domu pokazowego (2012)[25]
- Chez Belier – projekt wnętrza restauracji (2012)
- Zielony Żoliborz – projekt dwóch apartamentów (2014)

### Tubądzin kreacja Maciej Zień
- Paris (2009)[26]
- London (2009)[27]
- Tokyo (2011)[28]
- Barcelona (2011)[29]
- Monaco (2015)[30]
- Berlin (2015)[31]
- Grand Beauty (2018)[32]

## Filmografia
- Miłość na wybiegu (2009) jako on sam